# Спасти Пушкина
«Спасти Пушкина» — российский фильм режиссёров Филиппа Коршунова и Павла Мирзоева, премьера которого состоялась 27 апреля 2017 года. На XXVI Открытом кинофестивале «Киношок-2017» фильм получил диплом «За лучший актёрский состав».

## Сюжет
Школьники московского лицея случайно с помощью часов, принадлежавших раньше Пушкину, переносят поэта в наше время. После этого перед ними встаёт задача не только вернуть его обратно в XIX век, но и спасти его от смерти на дуэли.

## В ролях
| Актёр             | Роль                             |
| ----------------- | -------------------------------- |
| Константин Крюков | Пушкин                           |
| Алексей Лукин     | Федя, ученик лицея               |
| Денис Сухомлинов  | Егор, ученик лицея               |
| Дарья Петриченко  | Милана, ученица гимназии         |
| Арсений Гусев     | Паша «Википедия», ученик лицея   |
| Ирина Крутик      | Татьяна, учительница             |
| Сергей Рост       | Николай Михайлович, издатель     |
| Игорь Ясулович    | пушкинист                        |
| Юрий Гальцев      | Борис Николаевич, директор лицея |
| Арина Постникова  | Виолетта, жена издателя          |

| Актёр                | Роль                            |
| -------------------- | ------------------------------- |
| Маргарита Аброськина | Наталья Гончарова, жена Пушкина |
| Полина Леонова       | Официантка                      |
| Аркадий Кашкин       | Бармен                          |
| Анастасия Савкина    | Катя                            |
| Влад Красавин        | Вадим, видеоблогер              |
| Данил Дмитриев       | Влад                            |
| Дмитрий Блажко       | Обухов, телеведущий             |
| Илья Жданников       | Генетик                         |
| Егор Ковалёв         | Пыж                             |
| Игорь Морозов        | Роман                           |
| Денис Шмальц         | подросток                       |
| Николай Тумилович    | двойник Пушкина                 |
| Лев Киселёв          | эвакуаторщик                    |
| Алексей Власов       | эвакуаторщик                    |
| Мария Кудрявцева     | учитель                         |

## Съёмочная группа
- Генеральные продюсеры: Юрий Обухов, Алексей Рязанцев
- Авторы идеи: Татьяна Залужная, Николай Мелентьев
- Композитор: Татьяна Залужная
- Звукорежиссёр: Денис Вейхман
- Авторы сценария: Елена Исаева при участии Аглаи Соловьевой
- Режиссёр-постановщик: Филипп Коршунов при участии Павла Мирзоева
- Оператор-постановщик: Алексей Зайков
- Оператор стедикама: Максим Белоусов
- Художник-постановщик: Татьяна Масакова
- Художник по гриму: Елена Апанасевич
- Художник по костюмам: Лина Раманаускайте
- Режиссёр монтажа: Марюс Блинструбас
- Второй режиссёр: Пётр Пряхин
- Постановщик трюков: Анзор Тхайцуков
- Монтаж на площадке: Татьяна Катаева
- Кастинг-директор: Елена Субботина
- Директор картины: Яков Дубровский
- Исполнительный продюсер: Константин Асташев

## Производство
Фильм был представлен на питчинге Министерства культуры в апреле 2015 года. В качестве автора сценария и рёжиссера выступал Леонид Марголин, а на одну из главных ролей планировался Семён Трескунов. При общем бюджете картины в 75 млн рублей от государства создатели картины планировали получить на съёмки 50 миллионов. Позднее режиссёром картины стал Филипп Коршунов, часть эпизодов была снята при участии Павла Мирзоева, а авторами окончательного сценария стали Елена Исаева и Аглая Соловьева.
Большая часть сцен в фильме была снята за 25 дней в августе 2016 года в Москве. Позднее, зимой, в Подмосковье снималась дуэль Пушкина.
Премьера фильма в кинотеатрах состоялась 27 апреля 2017 года. До официальной премьеры прошло два предпремьерных показа — 25 апреля в Санкт-Петербурге и 26 апреля в Москве. В кинотеатрах фильм демонстрировался с 27 апреля по 14 мая и собрал в прокате лишь 5,5 миллионов рублей.

## Награды
| Премия                                          | Категория                              | Номинанты и получатели | Результат |
| ----------------------------------------------- | -------------------------------------- | ---------------------- | --------- |
| XXVI открытый кинофестиваль «Киношок-2017»      | «За лучший актерский состав»           | «Спасти Пушкина»       | Победа    |
| XXI Всероссийский фестиваль визуальных искусств | «За оригинальный сценарий»             | Елена Исаева           | Победа    |
| XXI Всероссийский фестиваль визуальных искусств | «За лучшую детскую роль второго плана» | Арсений Гусев          | Победа    |

## Отзывы и оценки
Фильм получил смешанные отзывы от критиков. Андрей Архангельский из Огонька посчитал, что авторы сценария в этом фильме «неожиданно получили большую, чем обычно, творческую свободу», после чего «они честно спросили себя: хорошо, ну спасли Пушкина, а дальше что? И более или менее честно ответили на этот вопрос». При этом, по его мнению, хотя этот фильм и рассчитан на подростков, «идея, заложенная в фильме, отнюдь не детская». Он же в своей рецензии для «Делового Петербурга» посчитал, что это «простой фильм, по поводу которого неожиданно возникает множество непростых мыслей», которых здесь «больше, чем в очередной позолоченной кинобиографии».
Евгений Ухов c Film.ru, поставив фильму 7 из 10 баллов, посчитал, что авторы картины «заварили крепкую, хоть и небезупречную кашу — с сомнительной завязкой, увлекательным развитием событий, нетривиальным противостоянием Добра и Зла и весьма смелым финалом» и что именно таким и должно быть развлекательное кино для подростков.
Галина Потапова с сайта kinoafisha.info посчитала, что «подобное произведение хорошо бы пускать на уроках литературы, чтобы школьники научились воспринимать классика не через призму застрявших в зубах ненавистных стихотворений, но как человека, представителя другого времени».
При этом Алёна Сычева из издательства Regnum посчитала, что, несмотря на захватывающую идею фильма, результат вышел «несколько разочаровывающим».

## Саундтрек
| №  | Название         | Исполнитель                     | Длительность |
| -- | ---------------- | ------------------------------- | ------------ |
| 1. | «Спасти Пушкина» | Роман Кошкаров и Глеб Мелентьев | 2:43         |
| 2. | «Вершина»        | Андрей Гризли                   | 2:01         |